# مخمصه عجیب میبل
مخمصه عجیب میبل (به انگلیسی: Mabel's Strange Predicament) فیلمی کوتاه و صامت، به کارگردانی میبل نورماند با بازی چارلی چاپلین و تولید سال ۱۹۱۴ می‌باشد.
مخمصه عجیب میبل اولین فیلمی بود که چارلی چاپلین در نقش ولگرد کوچولو دیده شد. پیش از این در مسابقه اتومبیل‌رانی در ونیز در نقش ولگرد کوچولو ظاهر شده بود، اما «مخمصه عجیب میبل» زودتر از آن اکران شد.

## موضوع
چارلی مست است و در هتل به دنبال دختری می‌کند. دختر فرار می‌کند و زیر تخت اتاق مردی قایم می‌شود. شوهر این دختر و زن این مرد و چارلی می‌رسند و بر سر این دختر با هم درگیر می‌شوند.

## داستان
چارلی مست در لابی هتل نشسته و با رفتار آزاردهنده‌اش مزاحم چند مهمان دیگر می‌شود. در همین حال، میبل در اتاق خود با سگش بازی می‌کند و توپ به سوی او پرت می‌کند. سر و صدای او آلیس را که در اتاقی روبه‌روی اتاق میبل اقامت دارد، ناراحت می‌کند. آلیس به چستر می‌گوید که قصد دارد به لابی برود تا از طریق مدیر هتل شکایت کند.
کمی پس از ترک اتاق توسط آلیس، میبل به‌طور تصادفی در حالی‌که تنها لباس خواب به تن دارد، خود را بیرون از اتاق حبس می‌کند. چارلی که از آن‌جا می‌گذرد، تلاش می‌کند دل میبل را به دست آورد. میبل با شرمندگی فرار می‌کند و نهایتاً برای پنهان شدن وارد اتاق آلیس و چستر می‌شود و زیر تخت مخفی می‌شود.
هری، نامزد میبل، با دسته‌گلی برای دیدار او می‌آید و با کمک پیشخدمت در را باز می‌کند. اما وقتی می‌بیند که میبل در اتاق نیست، تصمیم می‌گیرد در اتاق دوستانش یعنی چستر و آلیس منتظر بماند. زمانی که هری میبل را در حال پنهان شدن زیر تخت چستر پیدا می‌کند، بدترین برداشت ممکن را می‌کند و با چستر درگیر می‌شود. آلیس هم بازمی‌گردد و با دیدن میبل، او نیز سوء‌تفاهم پیدا می‌کند و با شوهرش دعوا می‌کند.
در پایان فیلم، هری و میبل با یکدیگر آشتی می‌کنند، اما دعوای آلیس و چستر شدت بیشتری پیدا می‌کند.

## بازیگران
- چارلی چاپلین - ولگرد
- میبل نورماند - دختر
- چستر کانکلین - شوهر
- آلیس دونپورت - همسر
- هری مک‌کوی - عاشق
- هانک مان - مهمان هتل
- ال سنت جان - پیشخدمت
- بیلی گیلبرت